# Dragoesjinovo
Dragoesjinovo of  Dragušinovo (Bulgaars: Драгушиново) is een dorp in het westen van Bulgarije. Het dorp is gelegen in de gemeente Samokov in de oblast Sofia. De afstand tot Sofia is hemelsbreed 41 km. 

## Bevolking
Het dorp telde in december 2019 574 inwoners, een daling vergeleken met het maximum van 963 in 1956.
|  |

Van de 672 inwoners reageerden er 652 op de optionele volkstelling van 2011. Van deze 652 respondenten identificeerden 651 personen zichzelf als etnische Bulgaren (99,8%), gevolgd door 1 ondefinieerbare respondent (0,2%).
| Etniciteit   | Aantal | %     |
| ------------ | ------ | ----- |
| Bulgaren     | 651    | 99,8% |
| Turken       | ...    | ...   |
| Roma         | ...    | ...   |
| Overig       | 1      | 0,2%  |
| Respondenten | 652    |       |

Alino · Beltsjin · Beltsjinski Bani · Beli Iskar · Dolni Okol · Dospej · Dragoesjinovo · Goetsal · Gorni Okol · Govedartsi · Jarebkovitsa · Jarlovo · Klisoera · Kovatsjevtsi · Lisets · Madzjare · Mala Tsarkva · Maritsa · Novo Selo · Popovjane · Prodanovtsi · Radoeil · Rajovo · Relovo · Sjipotsjane · Sjiroki Dol · Samokov · Zlokoetsjene